# はじめの一歩 (SUNNYの曲)
『はじめの一歩』（はじめのいっぽ）は、日本のシンガーソングライター・SUNNYの4枚目のシングル。2002年2月16日にフェイスレコーズより発売された。

## リリース・音楽性
通常盤のみの1形態で発売。前作『Bless you, Thank you』以来約3か月ぶりとなるシングル。前作同様、Mr.Childrenの桜井和寿と冨田恵一とSUNNYという三つ巴のプロジェクトで制作された。
本作のアートディレクターは井出裕佳子が担当。

## 収録曲
- 全編曲・プロデュース：冨田恵一

1. はじめの一歩 [5:14]
  - 作詞：桜井和寿・Sunny / 作曲：Sunny・冨田恵一

ミュージック・ビデオが制作されている。
2. MORNIN' GLORY NIGHT [3:47]
  - 作詞・作曲：Sunny

## 参加ミュージシャン
- 冨田恵一：Instruments, Treatments
- 山本拓夫：Flutes
- 三沢またろう：Percussion
- 金原千恵子ストリングス：Strings
- SUNNY：Vocals